# Kastön
Kastön är en ö i Värmdö kommun i Stockholms skärgård. Den ligger i Nämdö socken och är en del av Biskopsö naturreservat.

## Historia
Kastö och Biskopsön var länge utskär till Gillinge by och användes till bete och slåtter. I början av 1910-talet köptes öarna av Svenska Handelsbankens grundare Carl Frisk som sedan sålde dem vidare till Marcus Wallenberg. Efter hans död övergick ägandet till Scaniastiftelsen (idag Biskopsöstiftelsen) som fortfarande äger ön och förvaltar den i samarbete med Skärgårdsstiftelsen.

## Etymologi
På kartor från 1600- och 1700-talet och så sent som 1830 benämns ön för Långskär. Dess norra udde, Kastöudd, tycks vara den plats som sedermera namngivit hela ön. Den kallas på en lantmäterikarta från 1709 för Kaste udd. Förleden 'kast' förekommer i flera ortnamn i skärgården, dess innebörd är inte helt klarlagd men har med fiske att göra (jämför "kastnät"). Det gamla namnet överlevde indirekt in på 1900-talet då ett litet skär på öns utsida namngavs till Långskärsgrunden på ekonomiska häradskartan från 1902. Även detta skär bytte senare namn och kallas idag för Frönsjaft, namngett efter ett tyskt fartyg med namnet Freundschaft som strandat där. En ortnamnsanteckning från 1937 anger att ett vrak fanns på platsen. Strax söder om Frönsjaft ligger Trollkobben som kanske fått sitt namn av det mystiska hålet i berget på nordvästra udden Ett ca 1,5 meter djupt och ca 30 cm brett hål.

## Natur
Kastön ligger som sista utpost längst ut i Stockholms skärgård. Den långa ön fungerar som en skyddsmur för den innanförliggande Biskopsön från vilken Kastön skiljs genom Kastösundet. Medan Biskopöns natur är lummig är Kastöns betydligt mer karg och märkt av sitt utsatta läge. Kastön smalnar av på mitten där Sandviken skjuter in från väster och Långviken från öster. På Kastöns norra del ligger Kastöträsket.

### Fotnoter
1. ↑  ”Institutet för språk och folkminnen, Ortnamnsregistret”. Arkiverad från originalet den 4 mars 2016. https://web.archive.org/web/20160304194751/http://www4.sprakochfolkminnen.se/NAU/bilder/_s1ab001/322311d1.htm. Läst 11 november 2015.